# 5Э53
5Э53 — советская военная многопроцессорная суперЭВМ, использующая систему остаточных классов. Разрабатывалась для второй очереди системы ПРО А-35 в 1967 — 1972 годах в Научном центре Министерства электронной промышленности СССР (ранее — Центр микроэлектроники, также известен как СВЦ — Специализированный вычислительный центр) под руководством Ф. В. Лукина и Д. И. Юдицкого. Предполагалась к серийному производству на Загорском электромеханическом заводе (ЗЭМЗ, Загорск). Предшественниками ЭВМ были машины Т-340, К-340А и экспериментальная ЭВМ «Алмаз».

## Характеристики
- Производительность — порядка 40 млн оп/сек
- продолжительность основного цикла — 166 нс, тактовая частота — 6 МГц
- ОЗУ — 10 Мбит, ППЗУ — 2,9 Мбит, ВЗУ — 3 Гбит
- Занимаемая площадь — 250 м²

## Архитектура
- 4 управляющих двоичных и 4 арифметических СОК процессора
- архитектура близка к Гарвардской, раздельные шины команд и данных
- СОК-арифметика над 20- и 40-битными числами, с точки зрения пользователя близка к арифметике с фиксированной точкой
- выборка команд, индексные операции и арифметические действия осуществляются параллельно
- двоичные процессоры и буферные устройства — конвейерные
- 8-слойный интерливинг ОЗУ
- предназначена для работы в составе многомашинных (по проекту — до 12 ЭВМ) комплексов

## Элементная база
Использовались ИС серий «Тропа» (толстоплёночная, серии 114, 144, 201), «Посол» (тонкоплёночная, 217 серия), «Терек», «Конус». ОЗУ было построено на интегральных носителях цилиндрических магнитных доменов. Ленточные накопители использовали оптический принцип и фотоплёнку в качестве однократно записываемого носителя информации.

## Разработчики
В разработке принимали участие И. Я. Акушский, В. М. Амербаев, В. М. Радунский, И. А. Большаков и многие другие.